# Süleymanlı
Süleymanlı (armeni: Զեյթուն (Zeyt'un o Ulnia de vegades Keg "el poblet"), Zeitun, Zeytun, Zeytunfimis o Zeytünfimis, turc otoma Zeytun), és una ciutat de Turquia a la província de Kahramanmaraş. Està situada al curs superior del Jayhan o Ceyhan en un turó escarpat coronat per una fortalesa otomana.
Zeytun s'esmenta al segle xii en poder d'un tal Aplgharib (Abd al-Karib?) que governava a Fornos, al sud-oest en temps de Lleó I d'Armènia Menor, però no torna a aparèixer fins al segle xiv quan el regne d'Armènia Menor va caure finalment en mans dels mamelucs (1375). El sacerdot Alixan va trobar una menció de Zeytun el 1526, quan parle d'un bisbe de nom Narses de la vila de Zethun. El 1699 Pau d'Alep l'anomena Zaytun i diu que era armènia; fins al 1864 els habitants van gaudir d'autonomia; el 1819 es van revoltar pels alts impostos però van ser dominats ràpidament; en els anys 1830 van resistir a Ibrahim Paixà d'Egipte; el 1862 hi va haver disturbis que van durar fins al 1872 i altre cop es van reproduir del 1878 al 1884; a l'estiu del 1876 la residència del governador fou cremada (reconstruïda el 1877). El 22 de setembre de 1884 i 26 de juliol de 1887 la ciutat va patir incendis que en van afectar una gran part, i gairebé va quedar destruïda. El 1890 en una epidèmia de verola van morir uns 400 nens i això va portar a nous conflictes. El 1895-1896 es van produir les primers matances sistemàtiques d'armenis: el governador de Marash va assetjar la vila on s'havien refugiat 15.000 armenis de la rodalia, esgotats per bombardejo, fam i epidèmies, i sense armes; només la intervenció dels europeus va evitar que fossin tots massacrats; llavors es va concedir un caimacan (governador) cristià. A la I Guerra Mundial les matances van tornar i els armenis que van sobreviure van fugir a Síria o altres llocs i la vila va passar a ser turca.
Vers 1880 la població de Zaytun i el seu districte era de 36.000 habitants dels quals 27.500 eren armenis i 8-300 turcs; era seu d'un bisbat armeni. Al final de l'Imperi Otomà fou una kada de la província (abans sandjak) de Marash, passant després a la de Kahramanmaraş. Avui dia només té uns centenars d'habitants.